# گوستاف نوردال
گوستاف نوردال (سوئدی: Gustaf Nordahl; ۱۰ اوت ۱۹۰۳ – ۱۰ نوامبر ۱۹۹۲) مجسمه‌ساز اهل سوئد بود.
وی برنده مدال طلا مجسمه‌سازی در بخش مسابقات هنری بازی‌های المپیک تابستانی ۱۹۴۸ شده است.